# OR1J4
OR1J4 (англ. Olfactory receptor family 1 subfamily J member 4) – білок, який кодується однойменним геном, розташованим у людей на короткому плечі 9-ї хромосоми. Довжина поліпептидного ланцюга білка становить 313 амінокислот, а молекулярна маса — 34 959.
| 10         |  | 20         |  | 30         |  | 40         |  | 50         |
| ---------- |  | ---------- |  | ---------- |  | ---------- |  | ---------- |
| MKRENQSSVS |  | EFLLLDLPIW |  | PEQQAVFFTL |  | FLGMYLITVL |  | GNLLIILLIR |
| LDSHLHTPMF |  | FFLSHLALTD |  | ISLSSVTVPK |  | MLLSMQTQDQ |  | SILYAGCVTQ |
| MYFFIFFTDL |  | DNFLLTSMAY |  | DRYVAICHPL |  | RYTTIMKEGL |  | CNLLVTVSWI |
| LSCTNALSHT |  | LLLAQLSFCA |  | DNTIPHFFCD |  | LVALLKLSCS |  | DISLNELVIF |
| TVGQAVITLP |  | LICILISYGH |  | IGVTILKAPS |  | TKGIFKALST |  | CGSHLSVVSL |
| YYGTIIGLYF |  | LPSSSASSDK |  | DVIASVMYTV |  | ITPLLNPFIY |  | SLRNRDIKGA |
| LERLFNRATV |  | LSQ        |  |            |  |            |  |            |

A: Аланін

C: Цистеїн

D: Аспарагінова кислота

E: Глутамінова кислота

F: Фенілаланін

G: Гліцин

H: Гістидин

I: Ізолейцин

K: Лізин

L: Лейцин

M: Метіонін

N: Аспарагін

P: Пролін

Q: Глутамін

R: Аргінін

S: Серин

T: Треонін

V: Валін

W: Триптофан

Кодований геном білок за функціями належить до рецепторів, g-білокспряжених рецепторів, білків внутрішньоклітинного сигналінгу. 
Локалізований у клітинній мембрані.